# Rinorea microdon
Rinorea microdon är en violväxtart som beskrevs av M. Brandt. Rinorea microdon ingår i släktet Rinorea och familjen violväxter. Inga underarter finns listade i Catalogue of Life.